# Neritos macrostidza
Neritos macrostidza är en fjärilsart som beskrevs av George Francis Hampson 1905. Neritos macrostidza ingår i släktet Neritos och familjen björnspinnare. Inga underarter finns listade i Catalogue of Life.